# Aeroporto di Ciampino
Ne doit pas être confondu avec Aéroport international de Rome Ciampino.

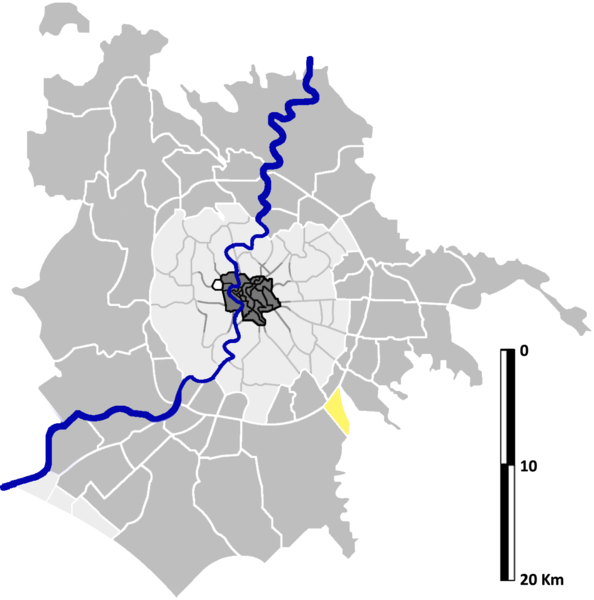
Localisation d'Aeroporto di Ciampino sur la carte administrative de Rome.

Aeroporto di Ciampino est une zona di Roma (zone de Rome) située au sud-est de Rome dans l'Agro Romano en Italie. Elle est désignée dans la nomenclature administrative par Z.XX et fait partie des Municipio VII et VIII. Sa population est de 1 272 habitants répartis sur une superficie de 4,62 km2.

## Lieux particuliers
- Aéroport international de Rome Ciampino (ou aéroport international Giovan-Battista-Pastine) qui a donné son nom à la section municipale